# Brorsen-Metcalfs komet
23P/Brorsen-Metcalf eller Brorsen-Metcalfs komet är en periodisk komet som upptäcktes den 20 juli 1847 av Theodor Brorsen i stjärnbilden Väduren. Andra observationer gjordes i början av augusti. Man beräknade omloppstiden till mellan 71 och 99 år.
Den 21 augusti 1919 observerade Joel Hastings Metcalf en komet av skenbar magnitud 8. Fler observationer gjordes och vid slutet av månaden hade man bekräftat att det var samma komet som Brorsen observerat 1847.
Under framträdandet 1919 befann sig kometen som närmast jorden med 0,20 AU. Den nådde som mest magnitud 4,5 och var då synlig för blotta ögat. Vid framträdandet 1989 nådde den magnitud 5.